# 尼勞多尼區

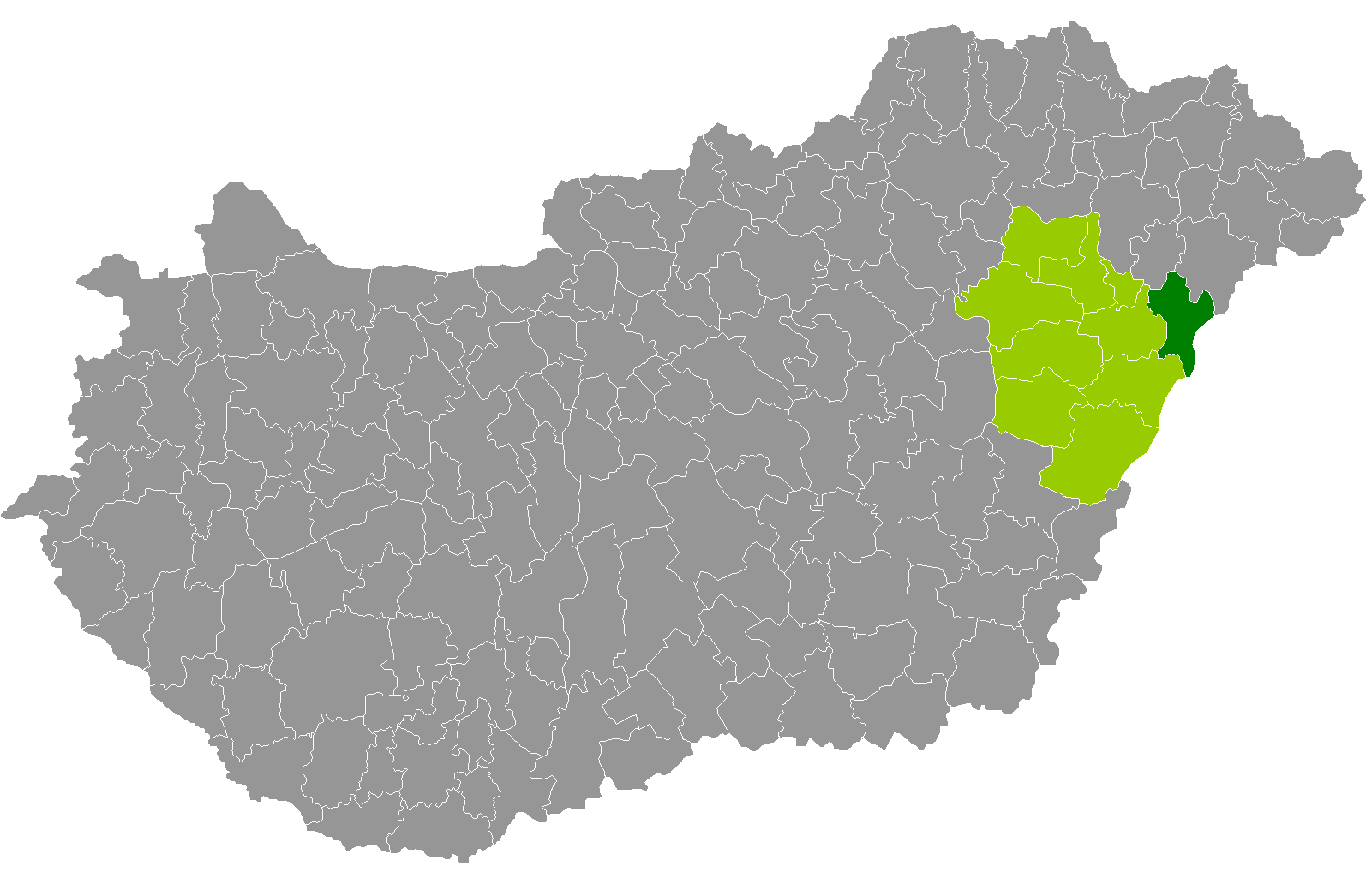

尼勞多尼區（匈牙利語：Nyíradonyi járás），是匈牙利豪伊杜-比豪爾州的一個區，位於該國東部，区府設於尼勞多尼，面積510平方公里，2011年人口29,534，人口密度每平方公里58人。

## 市镇
尼勞多尼區包含2个城镇、2个大村和5个村庄。